# 参議小野公塋域碑

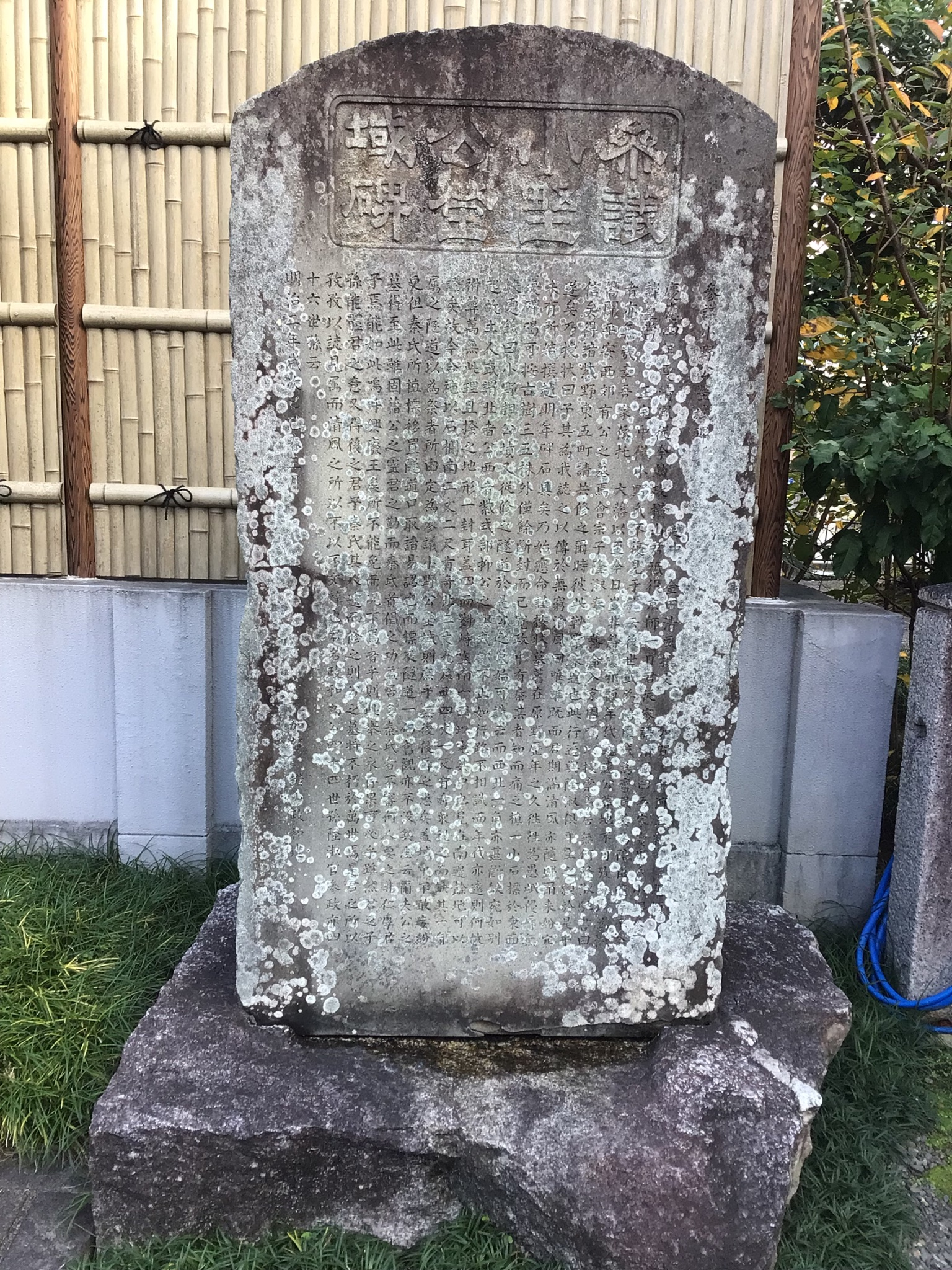
参議小野公塋域碑

参議小野公塋域碑（さんぎおのこうえいいきひ）とは、京都府京都市北区紫野西御所田町にある小野篁（802〜852）の石碑。

## 概要
小野篁の子孫である横山政和が1869年に建立した石碑である。篁の墓を整備した経緯が記されている。碑文の筆者は金田清風。墓参自由。

## 周辺
- 島津製作所
- 北区役所
- 紫式部墓所

## 交通アクセス
- 地下鉄烏丸線「北大路駅」6番出入口から徒歩11分。
- 市バス「堀川鞍馬口」から徒歩2分。